# Nathasha Figueiredo
Nathasha Rosa Figueiredo Campião (16 de fevereiro de 1996) é uma levantadora de peso profissional brasileira.
Nathasha disputou os Jogos Olímpicos de Verão de 2020 na categoria até 49 kg. Quase ficou de fora devido a pequenas violações de doping, mas acabou liberada para competir após seu caso ser encaminhado à arbitragem.
Conquistou a medalha de prata na categoria até 49 kg nos Jogos Sul-Americanos de 2022, realizados em Assunção, no Paraguai. Ela liderou o arranco, porém falhou nas duas primeiras tentativas do arremesso. Na terceira, ergueu 103 kg, chegando a 186 kg no total, ficando apenas 1 kg a menos que a campeã, a venezuelana Katherin Zarate.
No Campeonato Pan-Americano de Levantamento de Peso de 2022, realizado em Bogotá, Nathasha conquistou uma prata e dois bronzes na categoria até 49 kg. Já na edição de 2025, disputada em Cáli, competiu na categoria até 53 kg e obteve três medalhas de bronze.